# Гутище (Львовская область)
Гутище (укр. Гутище) — село в Золочевской городской общине Золочевского района Львовской области Украины.
Население по переписи 2001 года составляло 114 человек. Занимает площадь 1,886 км². Почтовый индекс — 80713. Телефонный код — 3265.